# Saltos en los Juegos Asiáticos de 2010
Las pruebas de saltos de trampolín y plataforma en los Juegos Asiáticos de 2010 se realizaron en Cantón (China) entre el 22 y el 26 de noviembre de 2010. Fueron disputadas diez pruebas, cinco masculinas y cinco femeninas.

## Medallero
| Núm. | País            | Oro | Plata | Bronce | Total |
| ---- | --------------- | --- | ----- | ------ | ----- |
| 1    | China           | 10  | 6     | 0      | 16    |
| 2    | Malasia         | 0   | 4     | 5      | 9     |
| 3    | Corea del Norte | 0   | 0     | 2      | 2     |
| 4    | Corea del Sur   | 0   | 0     | 1      | 1     |
| 4    | Japón           | 0   | 0     | 1      | 1     |
| 4    | Macao           | 0   | 0     | 1      | 1     |
|      | TOTAL           | 10  | 10    | 10     | 30    |